# Башня шутов
«Башня шутов» (нем. Narrenturm) — первая книга Трилогии о Рейневане автора цикла о Ведьмаке — Анджея Сапковского. Написана в 2002 году.

## Сюжет
Действие романа разворачивается в 1425 году в Нижней Силезии. Европу лихорадит, идет война гуситов и папистов.
Книга задумана и сюжетно построена, как «разбойничий роман», поэтому главный герой, Рейнмар Беляу, по прозвищу Рейневан, от первой главы до последней занят тем, что впутывается в различные неприятности. И если выбирается, то только для того, чтобы вляпаться во что-нибудь ещё. Рейневан скрывается и прячется от братьев-рыцарей Стерчи, наёмных убийц, жадных крестьян, городских стражников, грабителей-раубриттеров, монахов инквизиции и адептов таинственного магического рыцарского ордена. Попутно он расследует причины смерти своего брата, знакомится с новыми друзьями, влюбляется, посещает шабаш ведьм и даже сидит в доме для сумасшедших. На фоне военных событий, замков и селений средневековой Польши, Чехии, Рейневан становится перед нелегким выбором — на чьей стороне ему придется выступить.
Автор подтверждает, что в «Башне» были использованы некоторые заимствования и пародийные моменты. Например, персонаж Завиша Чёрный цитирует Словацкого, а конфликт Белявы и Яна Зембицкого достаточно точно указывает на сцены борьбы Кмицица с князем Богуславом из трилогии Сенкевича. Однако, зная характер автора, можно с уверенностью сказать, что это не корректировка или парафраз, а всего лишь шутка, если угодно — «пасхальное яйцо», для интеллектуальных читателей.

## Издания
- Впервые в России роман «Башня Шутов» (отрывок) был опубликован в журнале Реальность фантастики (№ 3, 2004 год).
- Российские издания:

- Башня шутов. — М.: «АСТ», Ермак, 2004. — 699 с. — ISBN 5-17-021569-X, 5-9577-0865-8 (в серии «Век Дракона»).
- Башня шутов. — М.: АСТ, Ермак, 2005. — 704 с. — ISBN 5-17-023105-9, 5-9577-1203-5 (в серии «Золотая серия фэнтези»).
- Башня шутов. — М.: АСТ Москва, Хранитель, Харвест, 2007. — 704 с. — ISBN 978-5-17-023105-8, 978-985-13-9893-1 (в серии «Век Дракона»)
- Башня шутов. — М.: АСТ Москва, Хранитель, Харвест, 2008. — 704 с. — ISBN 978-5-17-054626-8, 978-5-9713-8814-2, 978-985-13-9893-1 (в серии «Век Дракона»).
- Башня шутов. — М.: АСТ, АСТ Москва, 2008. — 704 с. — ISBN 978-5-17-054627-5, 978-5-9713-8815-9, 978-985-13-9891-7 (в серии «Золотая серия фэнтези»).

- В 2006 году на двух CD-дисках вышла аудиокнига «Башня Шутов». Текст читает Олег С. Мартьянов.

Известно, что иллюстрация к первому изданию романа (2004 года) вызвала массу нареканий и недовольство самого Сапковского. Изображение на обложке никак не перекликалось ни с действием романа, ни с Европой XV века и было выполнено в азиатском антураже.

## Награды
Номинация «Лучший зарубежный фэнтези-роман» в премии «Итоги года», вручаемой журналом «Мир Фантастики», 2004 год.